# Seattle Seahawks 2003
La stagione 2003 dei Seattle Seahawks è stata la 28ª della franchigia nella National Football League.

## Scelte nel Draft 2003
| Scelte dei Seahawks nel Draft 2003 |                |                  |                  |
| Giro/Scelta                        | Giocatore      | Ruolo            | College          |
| 1/11                               | Marcus Trufant | Cornerback       | Washington State |
| 2/42                               | Ken Hamlin     | Free Safety      | Arkansas         |
| 3/73                               | Wayne Hunter   | Offensive tackle | Hawaii           |
| 4/110                              | Seneca Wallace | Quarterback      | Iowa State       |
| 4/135                              | Solomon Bates  | Linebacker       | Arizona State    |
| 5/165                              | Chris Davis    | Fullback         | Syracuse         |
| 6/183                              | Rashad Moore   | Defensive tackle | Tennessee        |
| 7/222                              | Josh Brown     | Kicker           | Nebraska         |
| 7/224                              | Taco Wallace   | Wide receiver    | Kansas           |

## Roster
| Roster dei Seattle Seahawks nella stagione 2003 |
| --- |
| Quarterback - 4 Trent Dilfer - 8 Matt Hasselbeck Running Back - 37 Shaun Alexander - 32 Kerry Carter - 35 Chris Davis FB - 44 Heath Evans FB - 38 Mack Strong FB Wide Receiver - 85 Alex Bannister - 82 Darrell Jackson - 81 Koren Robinson - 87 Taco Wallace Tight End - 83 Ryan Hannam - 88 Itula Mili - 86 Jerramy Stevens Offensive Linemen - 52 J.P. Darche C - 62 Chris Gray G - 74 Matt Hill T - 76 Steve Hutchinson G - 71 Walter Jones T - 68 Dennis Norman C - 72 Chris Terry T - 61 Robbie Tobeck C - 77 Floyd Womack T - 70 Jerry Wunsch T Defensive Linemen - 99 Rocky Bernard DT - 78 Antonio Cochran DE - 96 Norman Hand DT - 92 Lamar King DE - 97 Brandon Mitchell DE - 95 Rashad Moore DT - 56 Chike Okeafor DE - 91 Anton Palepoi DE - 93 John Randle DT - 98 Cedric Woodard DT Linebacker - 50 Solomon Bates - 94 Chad Brown - 53 Randall Godfrey - 57 Orlando Huff - 58 Isaiah Kacyvenski - 54 D.D. Lewis - 51 Anthony Simmons - 59 Tracy White Defensive Back - 33 Doug Evans - 26 Ken Hamlin S - 21 Ken Lucas CB - 42 Kris Richard - 22 Damien Robinson - 24 Shawn Springs CB - 25 Reggie Tongue S - 23 Marcus Trufant CB - 27 Willie Williams Special Team - 3 Josh Brown K - 84 Bobby Engram PR - 20 Maurice Morris KR - 16 Tom Rouen P |
| Legenda - I rookie sono in corsivo. - Il primo ruolo è il principale mentre gli eventuali successivi indicano i ruoli secondari. - (IR) sta per Injured Reserve ed indica la lista ristretta per un solo giocatore infortunato che può tornare ad allenarsi dopo la settimana 6 e a rientrare in prima squadra dopo che questa ha giocato 8 partite. - (NF-Inj.) / (NF-Ill.) stanno rispettivamente per Non-Football Injured e Non-Football Illness ed indicano le liste dove viene inserito un giocatore che ha un infortunio o una malattia non dipendente dal football americano. - (PUP) sta per Physically Unable to Perform ed indica la lista dove viene inserito un giocatore mentre è in attesa di recuperare la condizione fisica. Nella stagione regolare dopo la sesta partita giocata dalla propria squadra, il giocatore ha tempo tre settimane per riprendere ad allenarsi, più tre settimane aggiuntive dal suo rientro agli allenamenti per rientrare in prima squadra. |

## Calendario

### Stagione regolare
| Turno | Data               | Avversario            | Risultato          | Stadio             | Record             | Tabellino          | Pubblico           |                    |                    |
| 1     | 7/9/2003           | New Orleans Saints    | V 27-10            | Seahawks Stadium   | 1-0                | GameCenter         | 52,250             |                    |                    |
| 2     | 14/9/2003          | @ Arizona Cardinals   | V 38-0             | Sun Devil Stadium  | 2-0                | GameCenter         | 23,127             |                    |                    |
| 3     | 21/9/2003          | St. Louis Rams        | V 24-23            | Seahawks Stadium   | 3-0                | GameCenter         | 65,841             |                    |                    |
| 4     | Settimana di pausa | Settimana di pausa    | Settimana di pausa | Settimana di pausa | Settimana di pausa | Settimana di pausa | Settimana di pausa | Settimana di pausa | Settimana di pausa |
| 5     | 5/10/2003          | @ Green Bay Packers   | S 13-35            | Lambeau Field      | 3-1                | GameCenter         | 70,365             |                    |                    |
| 6     | 12/10/2003         | San Francisco 49ers   | V 20-19            | Seahawks Stadium   | 4-1                | GameCenter         | 66,437             |                    |                    |
| 7     | 19/10/2003         | Chicago Bears         | V 24-17            | Seahawks Stadium   | 5-1                | GameCenter         | 65,671             |                    |                    |
| 8     | 26/10/2003         | @ Cincinnati Bengals  | S 24-27            | Paul Brown Stadium | 5-2                | GameCenter         | 52,131             |                    |                    |
| 9     | 2/11/2003          | Pittsburgh Steelers   | V 23-16            | Seahawks Stadium   | 6-2                | GameCenter         | 66,507             |                    |                    |
| 10    | 9/11/2003          | @ Washington Redskins | S 20-27            | FedExField         | 6-3                | GameCenter         | 80,728             |                    |                    |
| 11    | 16/11/2003         | Detroit Lions         | V 35-14            | Seahawks Stadium   | 7-3                | GameCenter         | 65,865             |                    |                    |
| 12    | 23/11/2003         | @ Baltimore Ravens    | S 41-44 DTS        | M&T Bank Stadium   | 7-4                | GameCenter         | 69,477             |                    |                    |
| 13    | 30/11/2003         | Cleveland Browns      | V 34-7             | Seahawks Stadium   | 8-4                | GameCenter         | 64,680             |                    |                    |
| 14    | 7/12/2003          | @ Minnesota Vikings   | S 7-34             | Metrodome          | 8-5                | GameCenter         | 63,968             |                    |                    |
| 15    | 14/12/2003         | @ St. Louis Rams      | S 22-27            | Edward Jones Dome  | 8-6                | GameCenter         | 66,152             |                    |                    |
| 16    | 21/12/2003         | Arizona Cardinals     | V 28-10            | Seahawks Stadium   | 9-6                | GameCenter         | 64,899             |                    |                    |
| 17    | 27/12/2003         | @ San Francisco 49ers | V 24-17            | 3Com Park          | 10-6               | GameCenter         | 67,840             |                    |                    |

### Playoff
| Turno     | Data     | Avversario          | Risultato   | Stadio        | Tabellino  | Pubblico |
| Wild Card | 4/1/2004 | @ Green Bay Packers | S 27-33 DTS | Lambeau Field | GameCenter | 71.457   |

## Leader della squadra
| Leader della squadra   |                 |       |
| Categoria              | Giocatore       | N.    |
| Yard passate           | Matt Hasselbeck | 3.841 |
| Touchdown passati      | Matt Hasselbeck | 26    |
| Yard corse             | Shaun Alexander | 1.435 |
| Touchdown su corsa     | Shaun Alexander | 14    |
| Ricezioni              | Darrell Jackson | 68    |
| Yard ricevute          | Darrell Jackson | 1.137 |
| Touchdown su ricezione | Darrell Jackson | 9     |
| Sack                   | Chike Okeafor   | 8,0   |
| Intercetti             | Reggie Tongue   | 4     |